# Zabelia dielsii
Zabelia dielsii är en kaprifolväxtart som först beskrevs av Karl Otto Robert Peter Paul Graebner, och fick sitt nu gällande namn av Tomitaro Makino. Zabelia dielsii ingår i släktet Zabelia och familjen kaprifolväxter. Inga underarter finns listade i Catalogue of Life.